# Muraltia plumosa
Muraltia plumosa är en jungfrulinsväxtart som beskrevs av Chod.. Muraltia plumosa ingår i släktet Muraltia och familjen jungfrulinsväxter. Inga underarter finns listade i Catalogue of Life.